# أندرو فرازير (سياسي)
أندرو فرازير (بالإنجليزية: Andrew Fraser)‏ هو سياسي أسترالي، ولد في 15 سبتمبر 1976 ببلدية بروسيرباين في أستراليا. حزبياً، نشط في حزب العمال الأسترالي. وقد انتخب Deputy Premier of Queensland ‏ وانتخب عضو المجلس التشريعي ولاية كوينزلاند.